# Montalembert (Deux-Sèvres)
Montalembert é uma comuna francesa na região administrativa da Nova Aquitânia, no departamento de Deux-Sèvres. Estende-se por uma área de 11,8 km². Em 2010 a comuna tinha 311 habitantes (densidade: 26,4 hab./km²).